# Mwandi
Mwandi – miasto w Zambii, w prowincji Zachodniej, siedziba administracyjna dystryktu Mwandi.